# 6-os villamos (Prága)
A prágai 6-os jelzésű villamos a Palmovka és a Kubánské náměstí között közlekedik.

## Útvonala
| Kubánské náměstí felé | U Balabenky felé |
| --- | --- |
| Palmovka – Na Žertvách – Libeňský most – Dělnícká – Komunardů – Ortenovo náměstí – Plynární – Na Zátorách – U Výstaviště – Dukelských hrdinů – Nábřeží Kapitána Jaroše – Štefanikův most – Revoluční – Námeští Republiky – Na Poříčí – Havlíčkova – Dlážděná – Bolzanova – Jindřišská – Vodičkova – Lazarská – Spálená – Karlovo náměstí – Ječná – Jugoslávská – Bělehradská – Otakarova – Vršovická – Kubánské náměstí | Kubánské náměstí – Vršovická – Otakarova – Bělehradská – Jugoslávská – Ječná – Karlovo náměstí – Spálená – Lazarská – Vodičkova – Jindřišská – Bolzanova – Dlážděná – Havlíčkova – Na Poříčí – Námeští Republiky – Revoluční – Štefanikův most – Nábřeží Kapitána Jaroše – Dukelských hrdinů – U Výstaviště – Na Zátorách – Plynární – Ortenovo náměstí – Komunardů – Dělnícká – Libeňský most – Na Žertvách – U Balabenky – Palmovka |

## Megállóhelyei
| ∫  | U Balabenky                 | 51 |                                          |
| 0  | Palmovka végállomás         | 49 | B 1, 3, 8, 10, 14, 16, 24, 25            |
| 2  | Libeňský most               | 47 | 1, 14, 25                                |
| 4  | Maniny                      | 45 | 1, 14, 25                                |
| ∫  | Dělnická                    | 42 | 1, 12, 14, 25                            |
| 5  | U Průhonu                   | ∫  | 12                                       |
| 6  | Ortenovo náměstí            | 41 | 12                                       |
| 8  | Nádraží Holešovice          | 40 | C 12, 17 R20 R17 S4 S41 R44              |
| 11 | Výstaviště Holešovice       | 38 | 12, 17                                   |
| 12 | Veletržní palác             | 36 | 17                                       |
| 13 | Strossmayerovo náměstí      | 35 | 1, 8, 12, 17, 25, 26                     |
| 14 | Nábřeží Kapitána Jaroše     | ∫  | 8, 12, 17, 26                            |
| 15 | Dlouhá třída                | 32 | 8, 15, 26                                |
| 18 | Náměstí Republiky           | 31 | B 8, 15, 26                              |
| 20 | Masarykovo nádraží          | 29 | B 3, 14, 15, 24, 26 S1 S2 S22 S34 S4 R41 |
| 22 | Jindřišská                  | 27 | 3, 5, 9, 14, 15, 24, 26                  |
| 24 | Václavské náměstí           | 25 | A B 3, 5, 9, 14, 24                      |
| 25 | Vodičkova                   | 23 | 3, 5, 9, 14, 24                          |
| 26 | Lazarská                    | 22 | 3, 5, 9, 14, 24                          |
| ∫  | Novoměstská radnice         | 20 | B 2, 3, 14, 18, 22, 23, 24               |
| 28 | Karlovo náměstí             | 19 | B 2, 3, 4, 10, 14, 16, 18, 22, 23, 24    |
| 30 | Štěpánská                   | 18 | 4, 10, 16, 22, 23                        |
| 33 | I. P. Pavlova               | 15 | C 4, 10, 11, 13, 16, 22, 23              |
| 35 | Bruselská                   | 12 | 11, 23                                   |
| 37 | Pod Karlovem                | 11 | 11                                       |
| 38 | Nuselské schody             | 10 | 11                                       |
| 40 | Otakarova                   | 9  | 7, 11, 14, 18, 24                        |
| 41 | Nádraží Vršovice            | 6  | 7, 24 R17 R21 S3 R43 R49 S8 S88 S9       |
| 43 | Bohemians                   | 5  | 7, 24                                    |
| 45 | Koh-i-noor                  | 3  | 7, 22, 24                                |
| 47 | Slavia                      | 1  | 7, 22, 24                                |
| 48 | Kubánské náměstí végállomás | 0  | 7, 22, 24                                |